# Климчук Леонід Олександрович
Леоні́д Олекса́ндрович Климчу́к (народився 6 червня 1975) — полковник Збройних сил України.

## З життєпису
Станом на липень 2012 року — офіцер-розвідник 8 армійського корпусу. В часі російсько-української війни — в складі 54-го розвідувального батальйону.
На виборах до Житомирської обласної ради 2015 року балотувався від партії «Республіканська платформа» під першим номером. На час виборів проживав у Житомирі, був начальником розвідки штабу військової частини.

## Нагороди
11 березня 2015 року за особисту мужність і героїзм, виявлені у захисті державного суверенітету та територіальної цілісності України, вірність військовій присязі під час російсько-української війни, відзначений — нагороджений орденом Богдана Хмельницького ІІІ ступеня.